# آیشواریا (فیلم)
آیشواریا (به هندی: Aishwarya) فیلمی محصول سال ۲۰۰۶ و به کارگردانی ایندراجیت لانکش است. در این فیلم بازیگرانی همچون آپاندرا، دیپیکا پادوکونه، دیزی بوپانا، کیشان شریکانت ایفای نقش کرده‌اند.